# Circaea
- Commons
- Wikispecies

Circaea L. é um género botânico pertencente à família Onagraceae.

## Sinonímia
- Carlostephania Bubani
- Ocimastrum Rupr.
- Regmus Dulac

## Espécies
- Circaea alpina
- Circaea canadensis
- Circaea cordata
- Circaea erubescens
- Circaea glabrescens
- Circaea lutetiana
- Circaea mollis
- Circaea quadrisulcata
- Circaea repens
- Híbrida: Circaea × intermedia (C. alpina x C. lutetiana)
- Lista completa

## Classificação do gênero
| Sistema | Classificação                    | Referência               |
| ------- | -------------------------------- | ------------------------ |
| Linné   | Classe Diandria, ordem Monogynia | Species plantarum (1753) |